# Луис М. Синтурон (Порторико)
Луис М. Синтурон (шп. Luis M. Cintrón) град је у америчкој острвској територији Порторико, острвској држави Кариба.

## Демографија
По попису из 2010. године број становника је 2.290, што је 344 (-13,1%) становника мање него 2000. године.
| Група             | 2000.         | 2010.         |
| Белци             | 15 (0,6%)     | 14 (0,6%)     |
| Афроамериканци    | 520 (19,7%)   | 441 (19,3%)   |
| Азијати           | 6 (0,2%)      | 5 (0,2%)      |
| Хиспаноамериканци | 2.609 (99,1%) | 2.270 (99,1%) |
| Укупно            | 2.634         | 2.290         |